# Janusz Olejniczak
Janusz Olejniczak  (pronunciació en : /ˈjanuʂ ɔlɛjˈɲit͡ʂak/) (Breslau, 2 d'octubre de 1952 - 20 d'octubre de 2024) va ser un pianista polonès. Els seus mestres de piano van ser Ryszard Bakst i Zbigniew Drzewiecki. L'any 1970 va ser premiat al Concurs Internacional de Piano Frédéric Chopin, a Varsòvia, i dos anys més tard en el Concurs de Piano Alfredo Caselli a Nàpols. Durant els anys 1971 i 1973 va realitzar els seus estudis a París amb els seus tutors Konstanty Schmaeling i Witold Malcuzynski.
Va ser membre d'una orquestra de càmera, i el seu repertori cobria a compositors com Beethoven, Schumann, Franz Schubert, Chopin, Ravel i Prokófiev. Va realitzar nombrosos enregistraments en la ràdio, televisió i discogràfiques, per als segells Polskie Nagrania, Selene, Pony Canyion, Opus 111 i CD Acord. Entre alguns dels seus premis hi figuren: el Disc d'Or, el Premi de la Indústria Discogràfica Polonesa i el Disc de l'Any de la Revista Studio pels concerts de Chopin amb l'Orquestra Simfònica de Varsòvia, dirigida per Grzegorz Nowak.
Va actuar com a Frédéric Chopin a la pel·lícula La nota blava, de Andrzej Zulawski i, malgrat que Adrien Brody va fer el paper de Władysław Szpilman a El pianista de Roman Polanski, van ser les mans Olejniczak les quals van tocar en les escenes de piano.